# Mas de la Bassa Roja
El Mas de la Bassa Roja és una masia de la Sénia (Montsià) inclosa a l'Inventari del Patrimoni Arquitectònic de Catalunya.

## Descripció
Conjunt d'estructures aïllades. Habitatge-molí, de planta baixa amb dues portes d'arc rebaixat, amb llinda i muntants de pedra, i dues finestres amb reixat curvilini. Primer pis amb porta central que dona a una terrassa amb dos pilars quadrats de totxo, que pugen des del terra, i serveixen per sostenir la terrassa mentre són els vèrtexs de la barana que la voreja.
A banda i banda d'aquesta porta hi ha dues finestres amb reixat curvilini. Coberta a doble vessant i teula àrab. Al voltant de la casa hi ha quatre edificis de maçoneria i cobertes de doble vessant amb teula àrab, de planta quadrada, planta baixa amb porta i alguna petita obertura com a finestra. Un d'ells té fumeral. Aquestes estructures eren emprades tant per tancar ramat com per guardar la palla, estris...

## Història
L'única notícia que tenim de la Bassa Roja és la mort del bandoler Antonio Jimenez "El Currucato" de Rossell, el dia 26 d'abril de 1858, a mans de la Guàrdia Civil.